# Gibbohammus
Gibbohammus is een kevergeslacht uit de familie van de boktorren (Cerambycidae). De wetenschappelijke naam van het geslacht werd voor het eerst geldig gepubliceerd in 1999 door Wang & Chiang.

## Soorten
Gibbohammus is monotypisch en omvat slechts de volgende soort:
- Gibbohammus stricticollis Wang & Chiang, 1999